# Lisa Kuntze
Lisa Kuntze (* 16. Dezember 1909 in Dresden als Elisabeth Hasait; † 5. Februar 2001 in Otjiwarongo, Namibia) war eine deutsch-namibische Schriftstellerin.

## Herkunft und Familie
Lisa Kuntze wurde als Tochter des Technischen Direktors der Sächsischen Staatsoper Dresden, Max Hasait (1874–1951), in Dresden geboren.
Kuntze war mit dem deutsch-namibischen Farmer Eberhard Kuntze (1917–1995) verheiratet. Die namibische Politikerin Michaela Hübschle (* 1950) ist Kuntzes Tochter.

## Leben und Wirken
Nach ihrer Schulbildung erlernte Kuntze den Buchhandel. 1931 ging sie als Au-pair-Mädchen nach England und 1934 nach Frankreich. Sie erlernte dort die englische und französische Sprache und fand nach ihrer Rückkehr nach Deutschland eine Anstellung bei einem Berliner Rundfunksender. In Berlin lernte sie den amerikanischen Schriftsteller Thomas Wolfe (1900–1938) kennen. Die Briefe und Postkarten, die sie an ihn schrieb, sind noch erhalten. Sie lernte dort auch ihren Ehemann Eberhard Kuntze kennen und zog mit ihm im Jahr 1949 auf seine elterliche Farm Hillenhof ins damalige Südwestafrika. Sie arbeitete als Zeitungskorrespondentin und Autorin, verfasste Texte für den deutschsprachigen Kanal des Radiosenders South West African Broadcasting Corporation (SWABC) und war in zahlreichen Ehrenämtern tätig. Ihren Lebensabend verbrachte sie in einem Altersheim in Otjiwarongo und starb im Alter von 91 Jahren vor dem Erscheinen ihrer Autobiografie.

## Werke
- Hoffen hilft heilen. Erlebnisberichte und Gedanken während einer Krankheit. Schriftenmissions-Verlag, Gladbeck 1972, ISBN 3-7958-0241-5.
- Was hält Euch denn hier fest? 55 Lebensgeschichten aus Südwestafrika/Namibia. S.W.A. Wissenschaftliche Gesellschaft, Windhoek 1982, ISBN 0-949995-35-5 (Literaturauszug auf den Seiten des Namibiana Buchdepots, Snippet-Ansicht bei Google Books [abgerufen am 19. Februar 2015]).
- Die Macht der Diamanten. Sechsundsechzig ernste, heitere und tragische Diamantengeschichten aus Südwestafrika. S.W.A. Wissenschaftliche Gesellschaft, Windhoek 1983, ISBN 0-949995-37-1 (Literaturauszug auf den Seiten des Namibiana Buchdepots [abgerufen am 19. Februar 2015]).
- Die wunderbaren Abenteuer des kleinen Affen Hopsi. Gamsberg, Windhoek 1983, ISBN 0-86848-175-0 (Mit Illustrationen von Urte Remmert).
- Der Schatz am Diaz-Kreuz. Hopsis 7 neue Streiche. Kuiseb, Eindhoek 1987, ISBN 0-949995-42-8 (Mit Illustrationen von Urte Remmert).
- Von Dresden nach Otjiwarongo. Kuiseb, Windhoek 2001 (Literaturauszug auf den Seiten des Namibiana Buchdepots, Snippet-Ansicht bei Google Books [abgerufen am 19. Februar 2015] Autobiografie).
- Lisa Kuntze, Reinhard Keding: Die Evangelisch-Lutherische Kirche in Namibia (DELK). Ihre Entwicklung - Probleme - Hoffnungen. In: Klaus Alexander Hess, Klaus J. Becker (Hrsg.): Vom Schutzgebiet bis Namibia 2000. Klaus Hess, Göttingen / Windhoek 2002, ISBN 3-933117-23-2.
- Lisa Kuntze: Die große Zeit der Diamantenfunde. In: Klaus Alexander Hess, Klaus J. Becker (Hrsg.): Vom Schutzgebiet bis Namibia 2000. Klaus Hess, Göttingen / Windhoek 2002, ISBN 3-933117-23-2.